# Лошанков, Евгений Иванович
Евге́ний Ива́нович Лошанко́в (бел. Яўген Іванавіч Лашанкоў; род. 2 января 1979, Минск) — белорусский футболист, полузащитник.

## Карьера
Воспитанник минских футбольных школ «Трактор» и «Смена». Первый тренер — Юрий Вениаминович Рассолько. Карьеру на взрослом уровне начал в борисовском БАТЭ, где долгое время был одним из лидеров команды, дважды становясь чемпионом страны. По окончании сезона 2004 перешёл в одесский «Черноморец», где играл на протяжении двух лет, был признан лучшим легионером команды в сезоне 2005 по опросу болельщиков. В сезоне 2005-2006 вместе с «Черноморцем» стал бронзовым призером чемпионата Украины. В 2007 году стал игроком клуба «Харьков», однако не смог закрепиться в составе и вскоре на правах аренды вернулся в Беларусь, где играл за «Дариду» и «Гранит». В 2010 году стал игроком «Минска». В 2012 году играл за «Белшину» и «Торпедо-БелАЗ». С 2013 года был игроком футбольного клуба «Слуцк». В январе 2015 года продлил контракт с командой. В сезоне 2015 стал реже появляться на поле из-за травм. В июне 2016 года покинул «Слуцк».
После ухода из сборной собирался завершить спортивную карьеру, однако в августе 2016 года присоединился к «Барановичам». По окончании сезона 2016 завершил карьеру.

### В сборной
Выступал за молодёжную сборную Беларуси. В феврале 2004 года стал победителем международного турнира на Мальте, где белорусским футболистам под руководством Юрия Пунтуса противостояли национальные сборные Эстонии, Мальты и Молдовы. Евгений участвовал во всех матчах, забил один гол. 12 октября 2005 года дебютировал в национальной сборной Беларуси в матче отборочного турнира ЧМ-2006 против сборной Норвегии в Минске.

## Тренерская карьера
В марте 2017 года стал тренером детско-юношеской школы БАТЭ. С 2018 года задействован в детских командах «Ислочи».
Имеет тренерскую лицензию категории «B».

## Достижения
- Серебряный призёр чемпионата Беларуси (4): 1998, 2000, 2003, 2004
- Золотой призёр чемпионата Беларуси (2): 1999, 2002
- Бронзовый призёр чемпионата Беларуси (2): 2001, 2010
- Бронзовый призёр чемпионата Украины: 2005/06
- Победитель Первой лиги Беларуси: 2013
- В списке 22 лучших игроков чемпионата Беларуси: 2004